# Herz und Mund und Tat und Leben

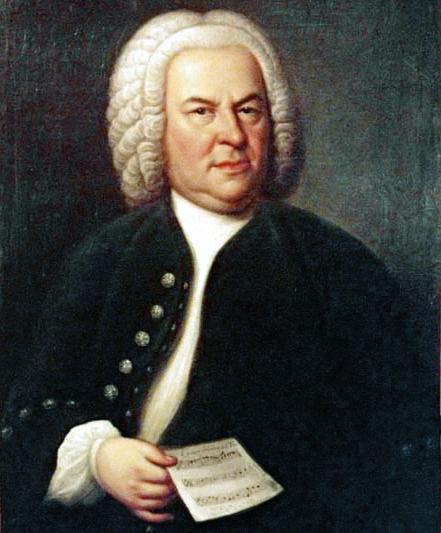
Johann Sebastian Bach

Herz und Mund und Tat und Leben (BWV 147) is een religieuze cantate van Johann Sebastian Bach.

## Programma
Het openingskoor en de aria's van deze cantate zijn oorspronkelijk geschreven voor de 4e zondag van de Advent op 20 december 1716 te Weimar, (BWV 147a). Hiervan is enkel de tekst overgeleverd. Omdat in Leipzig vanaf de 2de tot op de 4e Adventszondag geen cantate mocht uitgevoerd worden, herschreef Bach het werk voor een andere gelegenheid van het kerkelijk jaar, in dit geval voor het Mariafeest van 2 juli het jaar 1723, een doordeweekse vrijdag, het feest van de Visitatio Mariae (het bezoek van Maria aan haar nicht Elisabet (BWV 147). Ook de Lutheranen vieren dit feest (Maria Heimsuchung). De nieuwe cantate die twee maal zo lang als de oorspronkelijke uitviel, omraamde met haar twee delen de preek in de Thomaskerk te Leipzig en werd voorzien van recitatieven en nieuwe slotkoralen voor beide delen. Deze cantate behoort tot de eerste cantatejaargang van Bach (1723-1724).

Bijbellezingen:

Voor de 4e Adventszondag (oorspronkelijke cantate) - Weimar
- Filippenzen 4,4-7: De Heer is nabij. Weest over niets bezorgd!
- Johannes 1, 19-28: Ik, ik ben de stem van een roepende in de woestijn: maak recht de weg van de Heer!

Voor het Mariafeest van 2 juli - Leipzig
- Jesaja 11, 1-15: Maar opschieten zal een twijg uit de tronk van Jesse, een scheut uit zijn wortel zal bloeien. Geringen zal hij richten met gerechtigheid.
- Lucas 1, 39-56: Gezegend jij onder de vrouwen! Gezegend de vrucht van je schoot!

## Tekst
Als uitgangspunt heeft Bach de tekst gebruikt van de Weimarse hofdichter Salomon Franck. 

### Leipzig (BWV 147)
Deel 1

1. Openingskoor: Herz und Mund und Tat und Leben
2. Recitatief (tenor): Gebenedeiter Mund!
3. Aria (alt): Schäme dich, o Seele nicht
4. Recitatief (bas): Verstockung kann Gewaltige verblenden
5. Aria (sopraan): Bereite dir, Jesu, noch itzo die Bahn
6. Koor: Wohl mir, dass ich Jesum habe

Deel 2

1. Aria (tenor): Hilf, Jesu, hilf, dass ich auch dich bekenne
2. Recitatief (alt): Der höchsten Allmacht Wunderhand
3. Aria (bas): Ich will von Jesu Wundern singen
4. Koraal: Jesus bleibet meine Freude

### Weimar (BWV 147a)
1. Openingskoor: Herz und Mund und Tat und Leben
2. Aria (alt): Schäme dich, o Seele, nicht
3. Aria (tenor): Hilf, Jesu, hilf, dass ich auch dich bekenne
4. Aria (sopraan): Bereite dir, Jesu, noch heute die Bahn
5. Aria (bas): Lass mich der Rufer Stimme hören
6. Koraal : Dein Wort lass mich bekennen

## Muzikale bezetting
- 147 a: trompet; viool 1 en 2; altviool en basso continuo
- 147: trompet; hobo 1 en 2 (met hobo d'amore en jachthobo 1 en 2); altviool en basso continuo (inbegrepen violoncello, violone, fagot en orgel)

## Toelichting
Het openingskoor en de vier aria's nam Bach over van de oorspronkelijke cantate. Waar nodig wijzigde hij de tekst. Het slotkoor "Dein Wort lass mich bekennen" verviel. Tussen de bestaande aria's plaatste Bach drie nieuw gecomponeerde recitatieven met als thema de lezingen van het Mariafeest. 
Deze cantate is een van de bekendste en meest uitgevoerde werken van Bach, geliefd bij rouw en trouw. De beide slotkoralen na het eerste en het tweede deel Wohl mir, dass ich Jesum habe en Jesus bleibet meine Freude worden door een strijkersritornello omarmd. Ze zijn alom bekend van de muzikale bewerkingen en uitvoeringen door de pianisten Myra Hess en Dinu Lipatti, beter gekend in vertaling "Jesu, Joy of Man's Desiring".

Beide koralen bezingen Jezus als kostelijk kleinood en geschenk, als herder en leider. Het is als een liefdesverklaring aan Maria's zoon. De pastorale, de herdersdans met zijn dartele triolen als versiering van de eenvoudige melodie, geeft de precieuze teksten vorm.